# 圣日耳曼大道

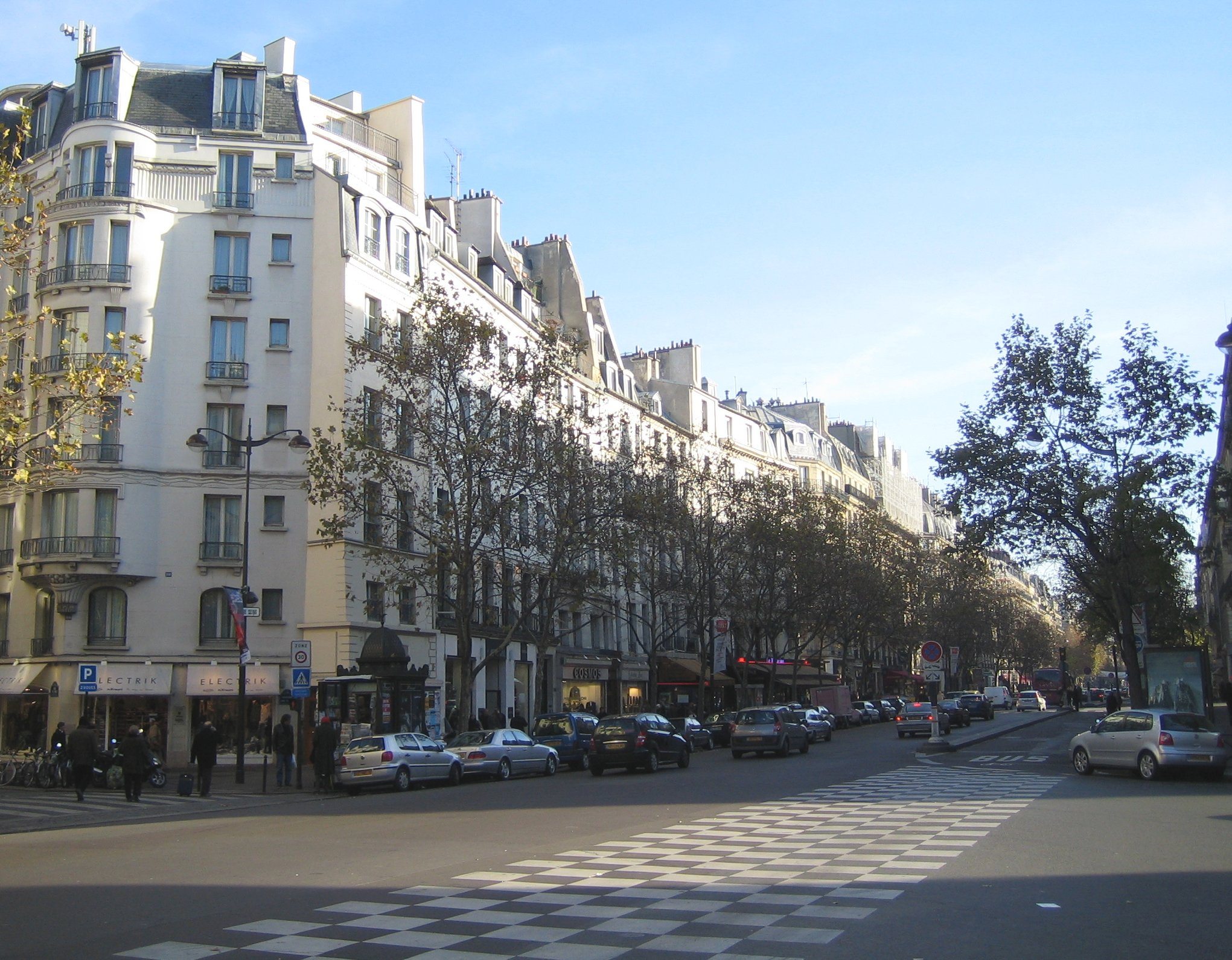
圣日耳曼大道与 Buci路街角

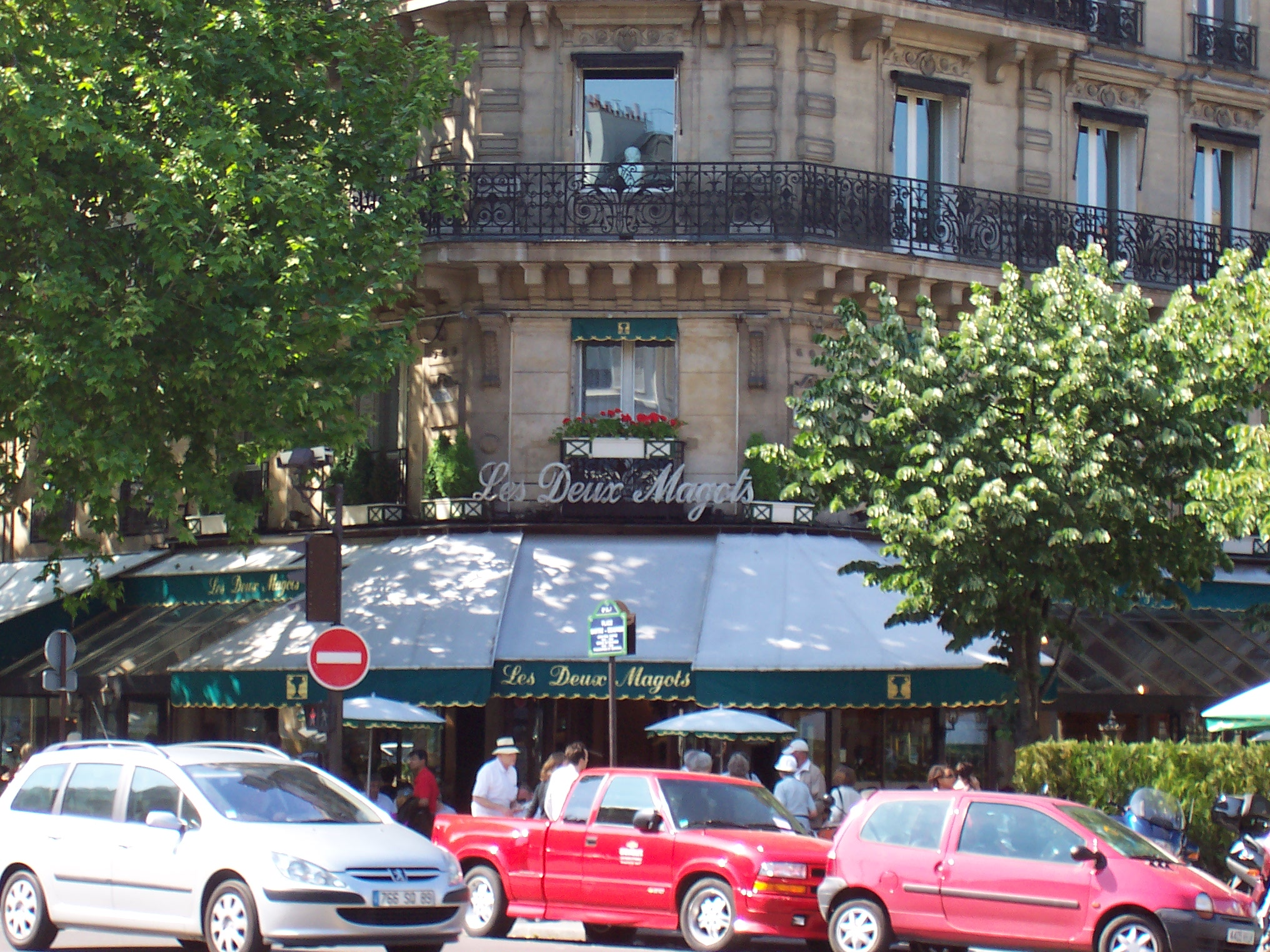
Les Deux Magots

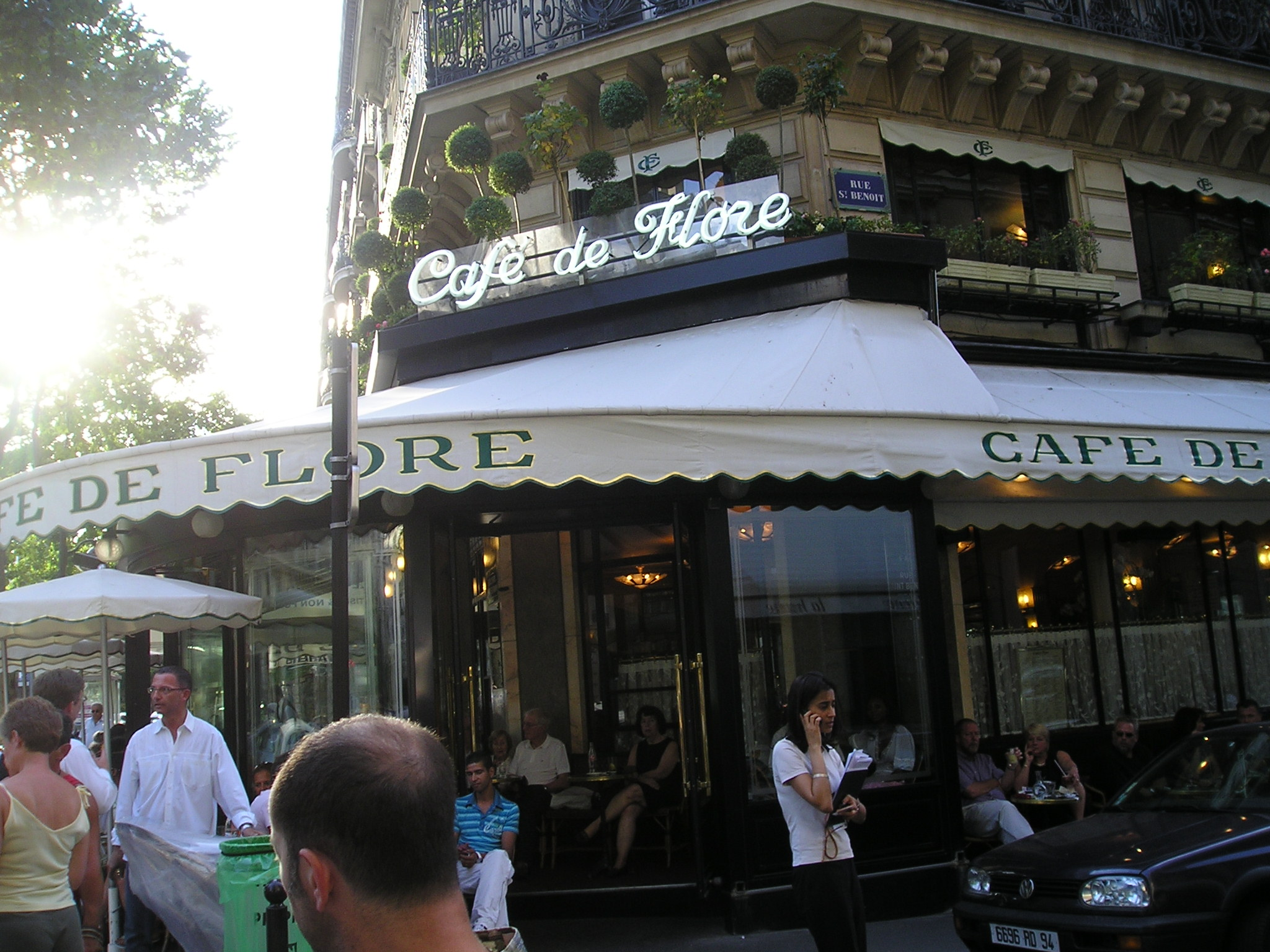
Flore咖啡馆

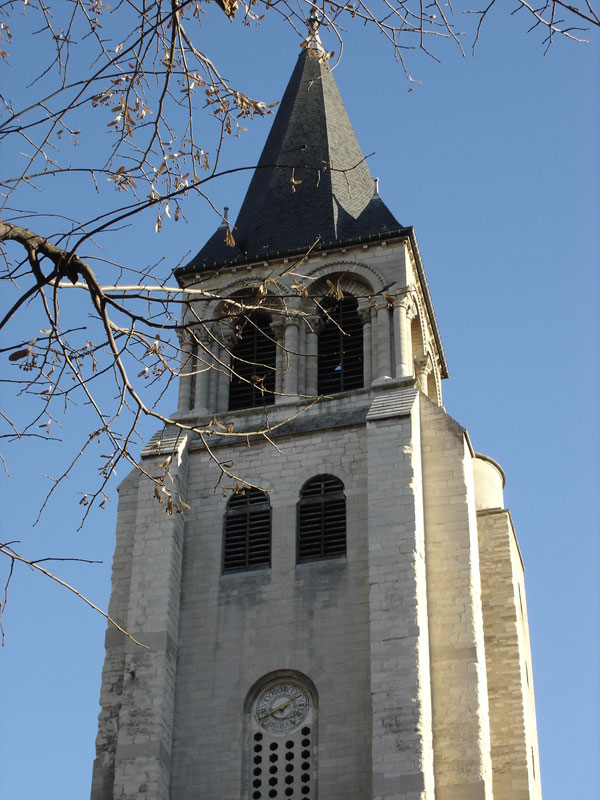
圣日耳曼德佩修道院的钟楼

48°51′10.70″N 2°20′10.70″E / 48.8529722°N 2.3363056°E
圣日耳曼大道（法語：Boulevard Saint-Germain）是法国巴黎的一条主要街道，位于塞纳河左岸（南岸）。该路呈弧形，东起圣路易岛边缘的Sully桥，西到通向协和广场的协和桥，穿越巴黎第五区、巴黎第六区和巴黎第七区。在圣日耳曼大道的中段，与南北走向的圣米歇尔大道交汇。
圣日耳曼大道最著名的是穿越圣日耳曼德佩区的那一段，也是它得名的那一段。

## 历史
圣日耳曼大道是奥斯曼改造巴黎中左岸最重要的部分。这条大道取代了无数狭窄如巷道的小街，从西向东（到今圣米歇尔大道）包括圣多米尼克路、Taranne路、圣玛格丽特路、Boucheries路和Cordeliers路。 为此项工程让路的一个标志是圣日耳曼德佩教堂的监狱，它完全位于今天的大道上，就在今 Passage de la Petite Boucherie以西。 
圣日耳曼大道得名于圣日耳曼德佩教堂，这座教堂可以追溯到中世纪。大道周边的地区也指 Faubourg圣日耳曼，或在圣日耳曼教堂周围发展起来的“郊区”。
在17世纪，圣日耳曼区成为贵族们兴建市内住宅的主要地点。这一名声一直持续到19世纪，圣日耳曼区的旧贵族区经常被与住在右岸的圣Honoré大道或香榭丽舍大道新兴的资产阶级相比较（例如在奥诺雷·德·巴尔扎克和马塞尔·普鲁斯特的小说中）。
自1930年代起，圣日耳曼与夜生活，咖啡馆和学生联系起来。该大道穿越拉丁区，拥有许多著名的咖啡馆，例如Les Deux Magots和 Flore咖啡馆，圣日耳曼区是让-保罗·萨特和西蒙娜·德·波伏娃从事存在主义运动的中心。2000年3月27日，巴黎市将圣日耳曼教堂前的区域，圣日耳曼大道和波拿巴路交汇处，更名为萨特-波伏娃广场。 
第二次世界大战以后，圣日耳曼大道成为巴黎的知识和文化中心。哲学家、作家和音乐家充满了大道两旁的夜总会和啤酒店。
今天，圣日耳曼大道是一处繁荣的高档购物街，拥有从Armani到Rykiel的店铺。声名卓著的咖啡馆仍然是繁荣的知识、政治和夜生活场所。附近有欧洲最好的政治学院之一。

## 著名地址
圣日耳曼大道184号的巴黎地理学会世界最古老的地理学会，1821年由亚历山大·冯·洪堡、弗朗索瓦-勒内·德·夏多布里昂、让-弗朗索瓦·商博良等人创建。自1878年起总部就设在此处。其入口处有2个巨大的女像柱，分别代表陆地和海洋。1879年，兴建巴拿马运河的决定在此作出。

## 从前街道的痕迹
原始街道让路给大道的一些痕迹今日仍可发现。还有小部分的原始街道，例如今Gozlin路，前圣玛格丽特路的一部分，今日在魁北克广场（在巴拿巴路）和 Ciseaux路之间有一个很短的街块。 
原有街道的局部地段还或多或少保持了原来的状态，但是已经并入大道，成为短而狭窄的部分，与主路用交通岛隔开。例如，大道南侧的Henri Mondor广场，Odeon 地铁站以南，曾是从前的Cordeliers路（后来更名为 l'École de Médecine路）和今 L'École de Médecine路的延伸，但是今天成了圣日耳曼大道。另一个例证是该大道Ciseaux路以东的南侧，which extends 今 Gozlin路,前圣玛格丽特路。Gozlin路北侧的一小段，精确地显示了在开辟圣日耳曼大道之前，修道院曾经延伸到南面多远。 
在该大道的某些部分，从前街道的一侧保留了下来，建筑物比构成这条大道主体风格的奥斯曼风貌更为古老。例如，在Buci路和塞纳路之间，该大道北侧的建筑在昔日Boucheries路（1846年更名为l'École de Médecine路）的北侧。
圣日耳曼大道175号（圣Peres路口）的一幢建筑最初建于1678年，仍然是Taranne路的街道标志。